# Myerslopia magna
Myerslopia magna är en insektsart. Myerslopia magna ingår i släktet Myerslopia och familjen Myerslopiidae.

## Underarter
Arten delas in i följande underarter:
- M. m. amplificata
- M. m. magna